# 嶋清一
嶋 清一（しま せいいち、本名：島 清一、1920年12月15日 - 1945年3月29日）は、和歌山県出身の野球選手（投手）。
1939年の全国中等学校優勝野球大会にて全5試合完封・2試合連続ノーヒットノーランの記録を打ち立て、「伝説の大投手」として名を残したが、太平洋戦争開戦に伴う学徒出陣で召集され戦死した。

## 来歴・人物
和歌山県和歌山市出身。父は日本通運で荷馬車を引く「馬力引き」と呼ばれる職に就いていた。
父は野口姓であったが、清一は嶋（島）家の養子となったため嶋清一となる。小学生時代から少年野球のチームに所属した。野球への興味は、和歌山出身の小川正太郎の逸話を父から聞かされたことに由来するという。高等小学校から1935年に和歌山県立海草中学校（現和歌山県立向陽高等学校）へ進学。1年生ながら一塁手として第21回全国中等学校優勝野球大会に出場した（初戦〔2回戦〕敗退）。2年生になる直前の1936年3月に就任した監督の長谷川信義（明治大学OB）は、嶋の身体能力に着目して投手に転向させる。
長谷川の後年の記述では当時の嶋は「神経質で体が硬かった」ため、投球フォームを細かく指導した。嶋自身ものちに「長谷川先生のお骨折りを思えば感謝の涙が湧いてくる」と記している。長谷川の指導により3年生になると嶋は主戦投手を務めるようになるが、甲子園では1937年夏に準決勝まで進んだ後は初戦や2回戦での敗退が続いた。これについては嶋の性格の優しさや重圧への弱さが指摘されるが、山本暢俊はその背景に、ファンからの中傷、嶋の母が長く病床にあって精神的な負担を負っていたこと、当時上級生の捕手からプレッシャーを感じていた可能性を指摘している。

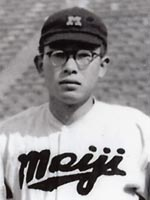
明治大学在学時の嶋

しかし1939年（昭和14年）、第25回全国中等学校優勝野球大会（夏の甲子園）で前人未到の全5試合を完封、準決勝・決勝では2試合連続ノーヒットノーランで優勝という偉業を成し遂げる。このような成績を残したことから天上天下唯我独尊的の偉業と讃えられた。この要因として、捕手がおおらかな性格の2年生に代わったことや、春の選抜で敗退した後、持病の神経痛と血豆を2ヶ月間の休養で完治させたことに加え、同年6月から就任した杉浦清が選手の自主性を重んじながらも合理的な練習を行ったことが功を奏した。嶋は後に、苦しかった試合を初戦の嘉義農林戦を挙げ、「台湾から来たとは思えないほど粘りがあり、規則正しい行動に敬服した。」と語っている。
足を高く上げ、流れるようなフォームで強靭な左腕から投じられる剛速球と垂直に落ちるかのような「懸河のドロップ」は、当時の中学野球のレベルをはるかに超えるものだったと言われている。生涯を通じて大学野球・中等野球（高校野球）の発展に貢献し、「学生野球の父」と呼ばれた飛田穂洲は、この時の嶋のピッチングを「天魔鬼神の快投」と評した。
海草中学を卒業後、1940年に明治大学に入学。当初は藤本英雄・林義一らの陰に隠れて活躍の機会は少なかった。この背景として、海草中学以来のチームメイトであった古角俊郎（戦後、和歌山県立新宮高等学校野球部監督）は新入生の時期に上級生の捕手からちょっとしたことでも注意を受けて萎縮してしまったことがあるのではないかと記している。1941年には南海からの勧誘に応じ、入団交渉を独断で進めたが、察知した関係者の説得により明大に復帰した。上級生の繰り上げ卒業によって主戦となり活躍したが、甲子園での快投ぶりに比べるとその成績は低いものである。野球部戦前最後の主将だった。2年後輩に大下弘がおり、1943年5月23日に非公式におこなわれた立教大学との戦前最後の対外戦にもともに出場している。
学徒出陣によって海軍に応召。大学の先輩である天知俊一によると、嶋は入営前に「戦争がなければ朝日新聞の記者になりたかった」と天知に告げたという。入営直前に学生結婚した。相手の女性は嶋のファンで、嶋の中学時代にファンレターを送って知り合い、明大入学後より交際があった。結婚は彼女の側から申し入れたという。
嶋は大竹海兵団から横須賀の通信隊に配属され、電波探知（レーダー）監視の教育を受ける。ここで嶋は後輩の真田重蔵と再会、1944年9月には二人揃って郷里に近い和歌山・由良の紀伊防備隊に配属となる。嶋は妻を由良に呼び寄せ、週に一度は妻の住む家で過ごした。真田は嶋から「結婚はええぞ、おまえも早よ嫁さんもらえ」と聞かされたという。しかし、同年12月に第84号海防艦乗り組みの命令を受ける。1945年（昭和20年）3月29日、シンガポールから門司に向かう輸送船団「ヒ88J」の護衛任務でベトナムの海岸線付近を北上中に、アメリカの潜水艦ハンマーヘッドの雷撃に遭い戦死した。満24歳没 。
一説には、野球漫画「巨人の星」において、原作者・梶原一騎が主人公、左腕の剛速球投手である星飛雄馬のモデルにした、ともいわれている。テレビアニメ版の「巨人の星」では第125話「ズックのボール」において、嶋と飛雄馬の父・星一徹が戦場で出会い、嶋の戦死を一徹が看取る、という架空の話（死亡時の状況も史実とは異なる）が放送されている。
嶋清一については、同郷（和歌山県出身）で中等学校と大学時代に対戦経験がある西本幸雄が「彼の球は本当に速かった。戦争がなければ職業野球（プロ野球）に入ってもっと活躍していただろう」と語ったり、大学の先輩である藤本英雄が「（岐阜商業出身の捕手・加藤三郎とともに）ぼくの知っている野球選手で、このふたりは今度の戦争で失ったのが最も悔やまれる」と記している。
その事績が注目される機会は年を経るにつれて減っていたが、1998年の第80回大会の決勝戦で松坂大輔（当時：横浜高等学校）がノーヒットノーランを達成したのをきっかけに「あの松坂を越えるすごい投手が戦前にはいた」と徐々に再認識され始め、その快投ぶりや戦争で命を落としたという悲劇性から、近年、和歌山県の地元ミニコミメディア『ニュース和歌山』 や読売新聞関西版記事 を始めとして、新聞や書籍など、マスコミに取り上げられるようになっている。2003年11月には郷里である和歌山市から「和歌山市の偉人」の一人に選出された。
2008年1月11日、野球殿堂選考委員会において野球殿堂特別表彰が決定し、同年8月15日（終戦の日）、第90回全国高等学校野球選手権記念大会第14日目第一試合開始前に表彰式が行われた。

## 甲子園成績
- 第21回全国中等学校優勝野球大会（1935年夏）…一塁手で出場

●0-3松山商（2回戦敗退）
- 第23回全国中等学校優勝野球大会（1937年夏）…以降は投手で出場

○1-0徳島商、○13-1北海中、●1-3中京商（ベスト4）
- 第15回選抜中等学校野球大会（1938年春）

○4-0撫養中、●0-4中京商（ベスト8）
- 第24回全国中等学校優勝野球大会（1938年夏）

●5-6平安中（1回戦敗退）
- 第16回選抜中等学校野球大会（1939年春）

●2-7中京商（1回戦敗退）
- 第25回全国中等学校優勝野球大会（1939年夏）　　…・米子中の主将は土井垣武

○5-0嘉義中、○5-0京都商、○3-0米子中、○8-0島田商、○5-0下関商（優勝）

## 甲子園での記録
- 第25回大会 　準決勝（対島田商）・決勝（対下関商）2試合連続ノーヒットノーラン

※史上唯一の記録
※同じ大会でノーヒットノーラン2回達成（2試合連続）も唯一の記録
※決勝でのノーヒットノーラン達成は史上初の記録　→　59年後の第80回大会で松坂大輔（横浜高）が2度目の達成
- 第25回大会　5試合（全試合）連続完封（対嘉義中・対京都商・対米子中・対島田商・対下関商）

※史上初の記録　→　第30回大会で福嶋一雄（小倉中）が2度目の達成
- 第25回大会　45イニング連続無失点

※史上初の記録　→　第30回大会で福嶋一雄（小倉中）が2度目の達成